# Scheloribates exiguus
Scheloribates exiguus är en kvalsterart som beskrevs av Sandór Mahunka 1992. Scheloribates exiguus ingår i släktet Scheloribates och familjen Scheloribatidae. Inga underarter finns listade i Catalogue of Life.